# Octavia (Drama)

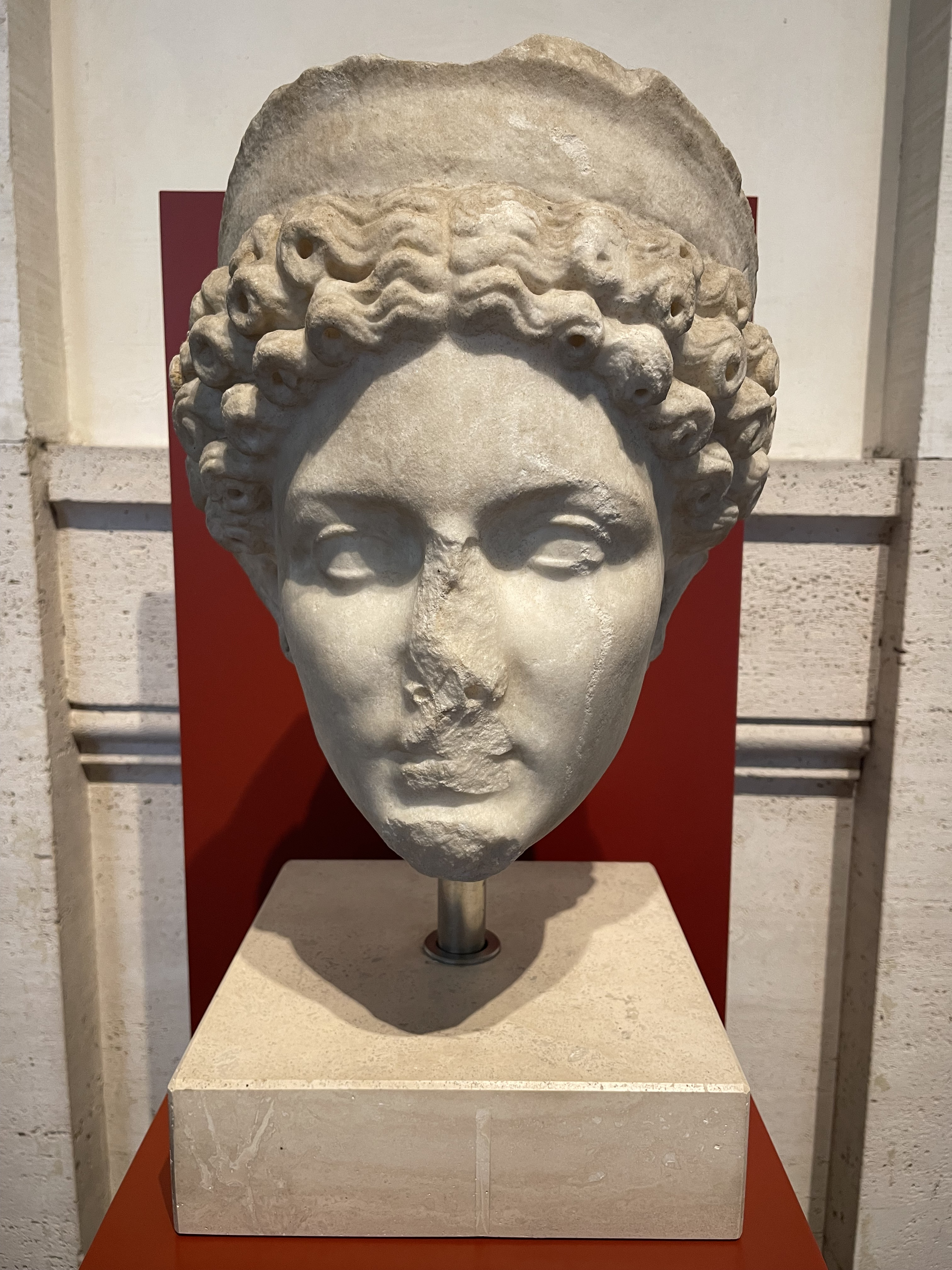
Büste der Octavia, heute im Palazzo Massimo alle Terme

Octavia ist der Titel eines römischen Dramas. Es wurde zusammen mit den anderen Tragödien des jüngeren Seneca überliefert, auch wenn die heutige Forschung im Allgemeinen eine Verfasserschaft Senecas ausschließt. Das Stück stellt die einzige erhaltene fabula praetexta dar. Es geht um die Verbannung und Ermordung der Octavia, Tochter des römischen Kaisers Claudius, durch Kaiser Nero, ihren Adoptivbruder und Gatten. Dieser verstieß sie zu Gunsten seiner Mätresse Poppaea Sabina.

## Historischer Hintergrund
Für die Geschehnisse des Jahres 62 n. Chr. bietet insbesondere Tacitus – neben Sueton und Cassius Dio – den ausführlichsten und verlässlichsten Bericht.
Bei Tacitus findet sich folgender Ablauf: Nach der Beseitigung der Widersacher Plautus und Sulla stand Nero der Weg für die Hochzeit mit Poppaea frei, für die er Octavia verstieß. Als Grund dafür nannte er Octavias Unfruchtbarkeit. In der Folge wurde die Verstoßung durchgesetzt, wobei Octavia zunächst noch in Rom verbleiben durfte und mit den Gütern des Burrus und Plautus versehen wurde. Anschließend erfolgte schließlich die Verbannung nach Kampanien, was offen geäußerte Unzufriedenheit im Volk hervorrief. Es kommt zu einem Aufstand des Volkes, der sich gegen Neros neue Gattin und ihre Standbilder richtet. Zugleich werden die Standbilder der Octavia überall in der Stadt wieder aufgestellt. Nachdem das Aufbegehren des Volkes allerdings von Soldaten niedergeschlagen wurde, versuchte Poppaea ein härteres Vorgehen gegen Octavia zu erreichen und übte Druck auf Nero aus. Dieser leistete ihrer Bitte Folge und plante den Tod seiner ersten Ehefrau, indem er sich eine Intrige überlegte: Anicetus, der Mörder von Agrippina, solle sich des Ehebruchs mit Octavia schuldig bekennen. Nachdem Nero dies durch ein Edikt öffentlich verkündet hatte, erfolgte die Verbannung Octavias nach Pandateria und bald darauf ihre Ermordung.
Suetons Darstellung der Geschehnisse um Octavias Verbannung und Tod fällt dagegen kürzer aus: Er berichtet im Großen und Ganzen dieselben Abläufe wie Tacitus, übergeht allerdings die zwischenzeitliche Verbannung nach Kampanien sowie Poppaeas Einflussnahme auf Neros Entscheidung, Octavia schließlich ermorden zu lassen. Stattdessen schreibt er, dass Nero nur elf Tage nach der Scheidung von Octavia verstreichen ließ, bis er Poppaea heiratete. Auch in den Epitomen des Cassius Dio findet sich eine kurze Darstellung, in der wiederum Poppaea eine wichtigere Rolle zukommt. Außerdem wird hier von einem Widerstand durch Burrus, den Prätorianerpräfekten unter Nero, berichtet, der jedoch keinen Erfolg hatte.

## Figuren
Reihenfolge nach Otto Zwierlein:
- Octavia
- Amme der Octavia
- Seneca
- Nero
- Präfekt
- Agrippina (Geist)
- Amme der Poppaea
- Poppaea
- Bote
- Chor

## Handlung

### Monologe der Octavia und der Amme; Dialog Octavia-Amme
Das Stück beginnt mit dem Auftritt der Hauptprotagonistin Octavia, die in einer Monodie ihre gegenwärtige Situation beklagt: Sie bezieht sich dabei auf den Tod ihrer Mutter Messalina sowie ihres Vaters Claudius, der von Agrippina, Octavias grausamer Stiefmutter, ermordet wurde. Agrippina wird zugleich als Erinnye charakterisiert, die der Hochzeit mit Nero schlechte Vorzeichen bereitete (1–33). Daraufhin folgt ein zweiter Monolog, der von Octavias Amme gesprochen wird. Sie betont den Einfluss von Fortuna auf das Kaiserhaus und Claudius’ Weltherrschaft, die dadurch zu Fall kommt. Erneut wird dessen Ermordung durch Agrippina erwähnt, wobei sich Agrippinas und Britannicus’ Tod durch Nero unmittelbar anschließen. Dies hat zur Folge, dass Octavia schlussendlich allein und ohne familiären Beistand dasteht. Sie ist so sehr von Hass und Schmerz erfüllt, dass alle Versuche der Amme, sie zu trösten, keinen Erfolg haben (34–56). Im folgenden Dialog zwischen Octavia und ihrer Amme vergleicht Octavia ihr Unglück mit einem mythologischen Beispiel: Elektra sei zwar auch in einer misslichen Lage gewesen, jedoch habe sie auf ihren Bruder als Rächer hoffen können, was Octavia verwehrt bleibt. Es schließt sich ein Austausch zwischen den beiden an, wobei die Amme immer wieder versucht, besänftigend auf Octavia einzuwirken und ihr eine freundliche Haltung gegenüber Nero zu empfehlen. Octavia sieht darin jedoch keinen Weg und unterstreicht mithilfe von Adynata, dass Nero nach dem Muttermord vor nichts Halt machen wird. Gleichzeitig betont sie an vielen Stellen ihre beklagenswerte Lage, zuletzt mit Bezug auf ihre Mutter Messalina, deren Tod in Verbindung mit Claudius’ und Britannicus’ Ableben Octavia große Trauer bereiten (57–272).

### Chorlied
Im Anschluss daran tritt ein Chor römischer Bürger auf, der sich bestürzt über das Gerücht zeigt, Nero wolle eine neue Gattin heiraten, womit Poppaea Sabina gemeint ist. Er beklagt die eigene Untätigkeit sowie den daraus resultierenden Verrat am Claudischen Geschlecht und spannt als Gegenbild dazu die Frühgeschichte Roms auf: Anhand der exempla von Lucretia und Verginia wird jeweils der aktive Widerstand des römischen Volkes hervorgehoben, was in einem Lob der alten Tugend gipfelt. Mithilfe des Beispiels von Tullia, die Servius Tullius, ihren eigenen Vater, mit einem Wagen überrollt haben soll, wird durch das Motiv des Elternmordes zum Bericht von Agrippinas Ermordung durch Nero übergeleitet. Dieser erstreckt sich über mehr als 60 Verse und schildert vor allem den gescheiterten Versuch Neros, Agrippina in Form eines geplanten Schiffbruchs töten zu lassen (273–376).

### Monolog des Seneca; Dialog Seneca-Nero
In der darauffolgenden Szene tritt die Figur Senecas auf und spricht einen Monolog. Darin beginnt er mit einem Spott über Fortuna und dem Wunsch, sich in Korsika wieder dem Naturstudium widmen zu können. Das dient zugleich der Überleitung, im Anschluss über die Ekpyrosis zu sprechen und sich damit in die stoische Tradition zu stellen. Zuletzt referiert Seneca den Mythos der Weltzeitalter, der in der antiken Literatur von verschiedenen Autoren behandelt wurde. Senecas Bericht umfasst vier Zeitalter, die schlussendlich bis in seine Gegenwart münden, die von Gesetzlosigkeit geprägt ist. Damit ähneln die Ausführungen in der Octavia am meisten Ovids Version des Weltzeitaltermythos in den Metamorphosen (377–434). Anschließend tritt Nero hinzu, der durch seine ersten Verse unmittelbar als Tyrann charakterisiert wird, indem er den Befehl zur Ermordung von Plautus und Sulla erteilt. Dies dient zugleich als Aufhänger für die Diskussion zwischen Seneca und Nero, in der es um die richtige Art der Machtausübung geht. Während Seneca das Ideal eines Herrschers postuliert, der für seine Heimat und seine Bürger sorgt, ohne Gewalt anzuwenden, erkennt Nero in Macht das Privileg, bedenkenlos Gewalt anwenden und Gegner vernichten zu können. Nach ihm bestünde sie darin, keinem Rechtfertigungszwang gegenüber einem Vorgesetzten zu erliegen. Dabei müsse teilweise auch präventiv gehandelt werden, da beispielsweise bei Plautus und Sulla das Exil nicht ausreichen würde, um die von ihnen ausgehende Gefahr zu beseitigen. In diesem Zuge wird von beiden Seiten das exemplum des Augustus angeführt, jedoch unterschiedlich ausgedeutet: Seneca sieht in ihm die Verwirklichung des Herrschers, der den Weg der Tugend geht und seiner Zeit Frieden gebracht hat, nachdem er die Mörder seines (Adoptiv-)Vaters Cäsar zu Fall gebracht hat. Nero dagegen betont den Weg bis zu diesem Frieden, was er sich zum Vorbild nimmt und womit er legitimiert, gegen Aufständische mit Gewalt vorzugehen. Gegen Ende der Diskussion kündigt Nero die Hochzeit mit Poppaea an, nachdem Seneca vergeblich versucht hat, ihn von Octavia als Gattin zu überzeugen (435–592).

### Agrippinas Geist
An dieser Stelle erscheint nun Agrippinas Geist aus der Unterwelt. Er trägt der Hochzeit zwischen Nero und Poppaea die Hochzeitsfackel voraus, die jedoch gleichzeitig als stygische Fackel bezeichnet wird. Damit werden unheilvolle Vorzeichen für den Ehebund angedeutet. Daraufhin erinnert Agrippina an all das Unrecht, das ihr Sohn ihr als Dank für die Herrschaft angetan hat (Schiffbruch, Ermordung von Freunden, Ermordung durch das Schwert). Selbst nach ihrem Tod ist Neros Hass nicht gesättigt, da er eine damnatio memoriae über Agrippina verhängt. Sie schildert im Anschluss ihr Dasein in der Unterwelt, wo sie vom Geist ihres ermordeten Ehemanns Claudius heimgesucht wird. Dieser fordert die Ermordung Neros, was Agrippina umsetzen möchte und deshalb eine Furie beschwört, die Nero ein schlimmeres Ende bereiten wird, als die Unterweltssünder Tantalos, Sisyphos, Tityos und Ixion erleiden mussten. Damit prophezeit sie zugleich seinen Tod. Abschließend wünscht sie sich, dass sie selbst Nero niemals geboren hätte, indem sie von wilden Tieren zerfleischt worden wäre. In diesem Zuge beklagt sie außerdem ihre vergeblichen Mühen zu Lebzeiten (593–645).

### Dialog Octavia-Chor
Nachdem Agrippinas Geist wieder verschwunden ist, treten Octavia und der Chor erneut auf. Octavia warnt davor, Trauer am Hochzeitstag zu zeigen, da dies gefährliche Konsequenzen für sie haben könnte. Sie sei zwar befreit von Neros Tyrannei, fürchte sich jedoch trotzdem vor dessen Rache. Der Chor beklagt daraufhin die Verstoßung der Octavia sowie den Verlust der eigenen Kraft. Nichtsdestoweniger zeigt er sich bereit zu handeln und kündigt einen Aufstand an, der mit dem Niederreißen von Statuen der Poppaea beginnen soll (646–689).

### Traum der Poppaea
In der folgenden Szene tritt Poppaea zusammen mit ihrer Amme auf. Die Amme bemerkt, dass Poppaea mit tränenübergossenen Wangen aus dem Ehegemach heraustritt und fragt nach dem Anlass für die Betrübnis, nachdem sie die Hochzeit mit Nero sowie Poppaeas neue Stellung ausführlich gelobt hat. Diese wiederum nennt als Grund einen Alptraum, den sie in der Hochzeitsnacht hatte: Darin sei ihr Agrippina mit einer Schar trauernder Mütter erschienen, die ihr Ehegemach bedrängten. Agrippina wird hier als Erinnye mit einer Fackel gezeichnet, die Poppaea mit in die Unterwelt zieht, nachdem sich die Erde geöffnet hat. Dort traf Poppaea ihren ehemaligen Gatten Crispinus und den gemeinsamen Sohn. Dieses Treffen stellt zugleich eine Prophezeiung ihres Todes dar, da beide zum Zeitpunkt des Traums noch am Leben waren und später von Nero ermordet wurden. Abschließend erscheint Nero selbst mit einem Schwert, mit dem er wohl Suizid begeht. Die Amme reagiert auf die Schilderung mit beschwichtigenden Worten: Sie deutet den Traum im Gesamten positiv um, sodass sie ihn als hoffnungsvolle Verheißung einer großen Zukunft darstellt und Poppaea dazu auffordert, die Freude wieder zurückzugewinnen. Zuletzt bereitet Poppaea ein Sühneopfer vor (690–761).

### Botenbericht und Chor
Daraufhin folgt ein kurzes Chorlied, in dem Poppaeas Schönheit mit den Geliebten Jupiters (Leda, Europa, Danaë) und Helena verglichen wird, die alle hinter Neros neuer Gattin zurückstehen (Synkrisis). Der Chor wird allerdings von einem heraneilenden Boten unterbrochen, der vom Aufstand des Volkes berichtet. Es sei bestürzt über die Verstoßung der Octavia und die neue Hochzeit mit Poppaea, weshalb es jetzt ihre Statuen zerstöre und entstelle. Das Volk sei außerdem auf dem Weg zum Kaiserpalast, weswegen der Bote einerseits die Prätorianer zur Verteidigung aufruft und andererseits die Nachricht Nero mitteilen muss. Deshalb geht er nach dem Bericht ab, was dem Chor die Gelegenheit gibt, von der Sinnlosigkeit des Widerstands zu singen. Die personifizierte Liebe sei unbesiegbar, wobei die zerstörerische Kraft an den exempla Jupiter, Achill, Agamemnon und dem Untergang Trojas bewiesen wird (762–819).

### Monolog des Nero; Dialog Nero-Präfekt
Anschließend tritt zunächst Nero allein auf die Bühne und klagt über die Untätigkeit und Nachlässigkeit seiner Soldaten sowie seines eigenen Zorns. Er wünscht sich mehr Blutvergießen als Bestrafung für den Aufstand. Danach fordert er außerdem den Tod der Octavia und spricht von einem Brand, der die Bürger Roms büßen lassen werde. Sie müssten durch hartes Vorgehen daran gehindert werden, einen ähnlichen Aufstand erneut zu versuchen. Es tritt unmittelbar im Anschluss der Präfekt hinzu, woraufhin es zu einem Dialog zwischen Nero und dem Präfekten kommt, der der Diskussion zwischen Nero und Seneca ähnelt. Der Präfekt meldet, dass der Aufruhr unterdrückt worden sei und die Anführer getötet worden seien. Dies genügt Nero allerdings nicht, da er das gesamte Volk bestrafen möchte. Im zweiten Teil des Dialogs geht es in Form einer Stichomythie um die Bestrafung der Octavia: Nero befiehlt ihre Verbannung auf eine weit entfernte Insel sowie ihre anschließende Ermordung, was der Präfekt abzuwenden versucht, indem er Octavias Unschuld betont. Seine Beschwichtigungen haben jedoch keinen Erfolg, was dazu führt, dass Nero den Präfekten abschließend nochmals ausdrücklich mit der Verbannung und Hinrichtung beauftragt (820–876).

### Chorlied; Dialog Chor-Octavia
Nach diesem Dialog tritt erneut der Chor auf. Er klagt mithilfe historischer exempla über die Risiken und Gefahren, die mit dem Umstand in Verbindung stehen, beim Volk eine gewisse Beliebtheit zu genießen. Diese exempla umfassen die Volkstribunen Tiberius und Gaius Gracchus sowie Livius Drusus, die aufgrund ihrer politischen Agitation für das Volk ihr Leben verloren haben. Damit soll das Schicksal von Octavia in den sich immer wiederholenden Geschichtszyklus eingereiht werden (877–898). Daraufhin kommt Octavia hinzu, wodurch es zum Dialog mit dem Chor kommt. Zunächst beklagt sie ihre aussichtslose Situation, dass sie nicht einmal in ihrer Heimat sterben darf. Danach erkennt sie in dem Schiff, das zu ihrer Abreise in die Verbannung bereitsteht, das Schiff, mit dem Agrippina zuvor getötet werden sollte. Sie kommt zu dem Schluss, dass es keine Götter mehr auf Erden gibt, sondern dass die Welt von einer Erinnye regiert wird. Ihre Klagen könnten nicht einmal von der Nachtigall angemessen gesungen werden (899–923). Der Chor reagiert auf die Klage erneut mit exempla aus der römischen Geschichte, die unterstreichen sollen, dass das Schicksal über die menschlichen Geschicke herrscht. Es handelt sich dabei um: 1. Agrippina die Ältere, die zusammen mit Germanicus eine Groß Zahl an Kinder gebar; 2. Livilla, die Ehefrau des Drusus, die aufgrund ihrer Verstrickungen in die Ermordung des Drusus hingerichtet wurde; 3. Iulia, die Tochter der Livilla; 4. Messalina, die Mutter von Octavia; 5. Agrippina die Jüngere, die Mutter von Nero. All diese exempla römischer Frauen entstammen dem julisch-claudischen Geschlecht, was die Nähe zum Schicksal von Octavia deutlich werden lässt (924–957). Octavia greift diese Beispielreihe auf und reiht sich selbst dort ein, da sie demselben Tyrannen zum Opfer fallen wird. Nicht die Götter, sondern den Tartarus, die Göttinnen des Erebus und ihren Vater ruft sie als Zeugen ihres Todes an. Sie stellt außerdem klar, dass ihr der Tod nicht verhasst ist und fordert zur baldigen Abreise auf (958–971). Der Chor schließt das Stück ab, indem er die Hoffnung äußert, Octavia könne wie Iphigenie auf Aulis durch eine Wolke entrückt werden. Allerdings sei Rom verglichen mit Aulis und den Taurern barbarischer, da es sich nicht an fremdem, sondern am Blut der eigenen Bürger erfreue (972–982).

## Frage der Verfasserschaft
Auch wenn die Octavia unter dem Namen Senecas überliefert ist, lehnt die heutige Forschung eine Autorschaft Senecas generell ab. Dagegen sprechen insbesondere die Prophezeiungen von Agrippinas Geist und Poppaea, die Ereignisse wie den Tod Neros vorwegnehmen, obwohl sich Derartiges erst nach Senecas erzwungenem Selbstmord zugetragen hat. Da Seneca dieses Wissen nicht haben konnte, kann er als Verfasser des Dramas nicht in Frage kommen. Es wurden zwar immer wieder Vermutungen über einen möglichen Abfassungszeitraum sowie einen möglichen Autor aus dem Umfeld Senecas geäußert, jedoch lassen sich diese Spekulationen nicht mit Sicherheit verifizieren.

## Textausgaben, Übersetzungen und Kommentare
- Otto Zwierlein (Hrsg.): L. Annaei Senecae Tragoediae incertorum auctorum Hercules [Oetaeus], Octavia. Recognovit brevique adnotatione critica instruxit, Oxford 1986. (Oxford Classical Texts)
- Rolando Ferri (Hrsg.): Octavia. A play attributed to Seneca. Ed. with Introduction and Commentary. Cambridge Univ. Press, Cambridge 2003, ISBN 0-521-82326-9.
- Anthony J. Boyle (Hrsg.): Octavia. Attributed to Seneca. Ed. with Introduction, Translation and Commentary. Oxford Univ. Press, Oxford 2008.
- Theodor Thomann (Hrsg.): Seneca. Sämtliche Tragödien Lateinisch und Deutsch. Übers. und erl., Bd. 1: Hercules Furens, Trojanerinnen, Medea, Phaedra, Octavia, Zürich/München 1961. (Bibliothek der Alten Welt)